# Um Dia (filme)
One Day (bra/prt: Um Dia) é um filme lançado em 2011, dirigido por Lone Scherfig, com roteiro baseado no romance homônimo do próprio roteirista David Nicholls, estrelando Anne Hathaway e Jim Sturgess. A Focus Features lançou o filme nos cinemas em agosto de 2011.

## Sinopse
Dexter Mayhew e Emma Morley se conheceram em 1988. Ambos sabem que no dia seguinte, após a formatura na universidade, deverão trilhar caminhos diferentes. Mas, depois de apenas um dia juntos, não conseguem parar de pensar um no outro.
Os anos se passam e Dex e Em levam vidas isoladas — vidas muito diferentes daquelas que eles sonhavam ter. Porém, incapazes de esquecer o sentimento muito especial que os arrebatou naquela primeira noite, surge uma extraordinária relação entre os dois.
Ao longo dos vinte anos seguintes, flashes do relacionamento deles são narrados, um por ano, todos no mesmo dia: 15 de julho. Dexter e Emma enfrentam disputas e brigas, esperanças e oportunidades perdidas, risos e lágrimas. E, conforme o verdadeiro significado desse dia crucial é desvendado, eles precisam acertar contas com a essência do amor e da própria vida.

## Elenco
- Anne Hathaway como Emma Morley
- Jim Sturgess como Dexter Mayhew
- Romola Garai como Sylvie
- Rafe Spall como Ian
- Ken Stott como Steven Mayhew
- Patricia Clarkson como Alison Mayhew
- Jodie Whittaker como Tilly
- Jamie Sives como Sr. Jamie Hazeel
- Georgia King como Suki Meadows
- Matt Berry como Aaron
- Matthew Beard como Murray Cope
- Amanda Fairbank Hynes como Tara

## Recepção
One Day recebeu geralmente opiniões mistas a negativas dos críticos. O filme tem uma taxa de aprovação de 37% no Rotten Tomatoes, com o consenso indicando "Apesar de ser muito bem atuado e benefícios de algumas reviravoltas narrativas frescas, One Day carece de emoção, profundidade ou visão de seu material de origem do best-seller". No Metacritic, tem uma pontuação de 48% com base em comentários de 41 críticos, indicando "comentários mistos ou médios".O CinemaScore publicou que os espectadores deram ao filme um "B-" em uma escala de A+ para F.
Betsey Sharkey, do Los Angeles Times chamou-lhe uma "decepção dolorosa de um filme" enquanto Peter Howell do Toronto Star disse: "Muito antes dos créditos, você pode encontrar-se desejando que sua vida poderia piscar diante de seus olhos, para terminar a monotonia desta viragem implacável de páginas do calendário". em contraste, Roger Ebert disse "One Day tem estilo, frescura e diálogo irônico espirituoso". Anne Hathaway com sotaque de Yorkshire, no papel de Emma tem sido amplamente considerada como superficial. A colunista de jornal Suzanne Moore, revendo o filme no programa Front Row da rádio BBC Radio 4, disse que os acentos estavam "por todas as compras". Moore passou a dizer: "Às vezes ela é da Escócia, às vezes ela é de Nova York, você só não pode contar".

## Locações
O filme teve locações em Edinburgh, na Escócia e Londres, na Inglaterra, além de Paris, França.